# Contra Celsum

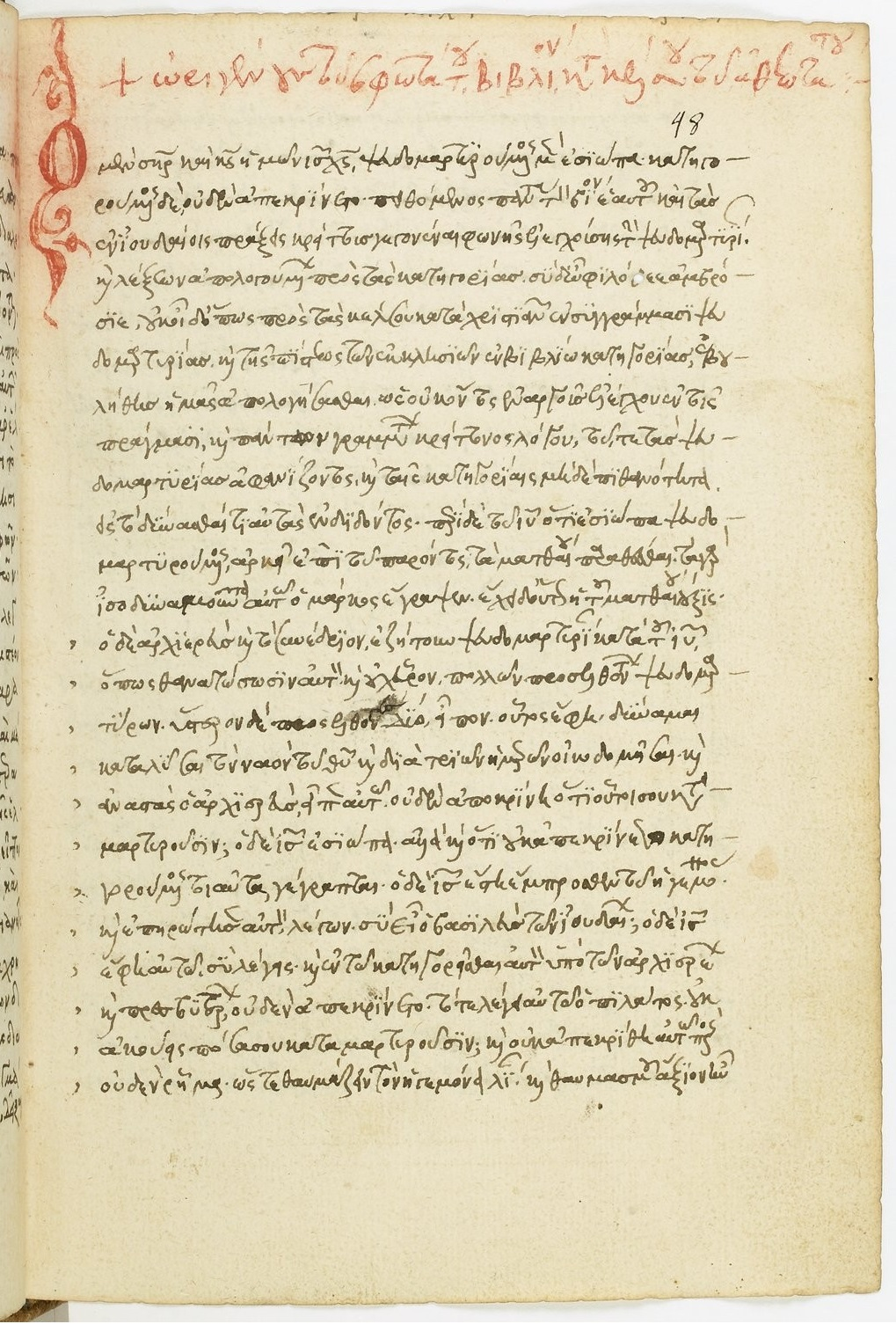
Texto grego do tratado apologético de Orígenes Contra Celsum, considerado a obra mais importante da apologética cristã primitiva

Contra Celso (grego: Κατὰ Κέλσου, Kata Kelsou; latim: Contra Celsum), preservado inteiramente em grego, é uma importante obra apologética do Padre da Igreja Orígenes de Alexandria, escrita por volta de 248 d.C., contrariando os escritos de Celso, um filósofo pagão e polemista que havia escrito um ataque mordaz ao cristianismo em seu tratado A Verdadeira Palavra (Λόγος Ἀληθής, Logos Alēthēs). Entre uma variedade de outras acusações, Celso denunciou muitas doutrinas cristãs como irracionais e criticou os próprios cristãos como incultos, iludidos, antipatriotas, tacanhos em relação à razão e muito tolerantes com pecadores. Ele acusou Jesus de realizar seus milagres usando magia negra em vez de poderes divinos reais e de plagiar seus ensinamentos de Platão. Celso alertou que o próprio cristianismo estava afastando as pessoas da religião tradicional e afirmou que seu crescimento levaria ao colapso dos valores tradicionais e conservadores.
Orígenes escreveu Contra Celsum a pedido de seu patrono, um rico cristão chamado Ambrósio, que insistiu que um cristão precisava escrever uma resposta a Celso. No próprio tratado, que era destinado a um público de pessoas interessadas no cristianismo, mas que ainda não haviam tomado a decisão de se converter, Orígenes responde aos argumentos de Celso ponto por ponto, da perspectiva de um filósofo platônico. Depois de questionar a credibilidade de Celso, Orígenes continua respondendo às críticas de Celso com relação ao papel da fé no cristianismo, à identidade de Jesus Cristo, à interpretação alegórica da Bíblia e à relação entre o cristianismo e a religião grega tradicional.
Estudiosos modernos observam que Orígenes e Celso concordam em muitos pontos de doutrina, com ambos os autores rejeitando enfaticamente noções convencionais de divindades antropomórficas, idolatria e literalismo religioso. Contra Celsum é considerado uma das obras mais importantes da apologética cristã primitiva; o historiador da igreja Eusébio o elogiou como uma refutação adequada a todas as críticas que a igreja enfrentaria, e ele continuou a ser citado por toda a Antiguidade tardia.

## Fundo

### A Verdadeira Palavrade Celso
1. ↑  Olson 1999, pp. 101, 103.
2. ↑  McGuckin 2004, pp. 32–34.

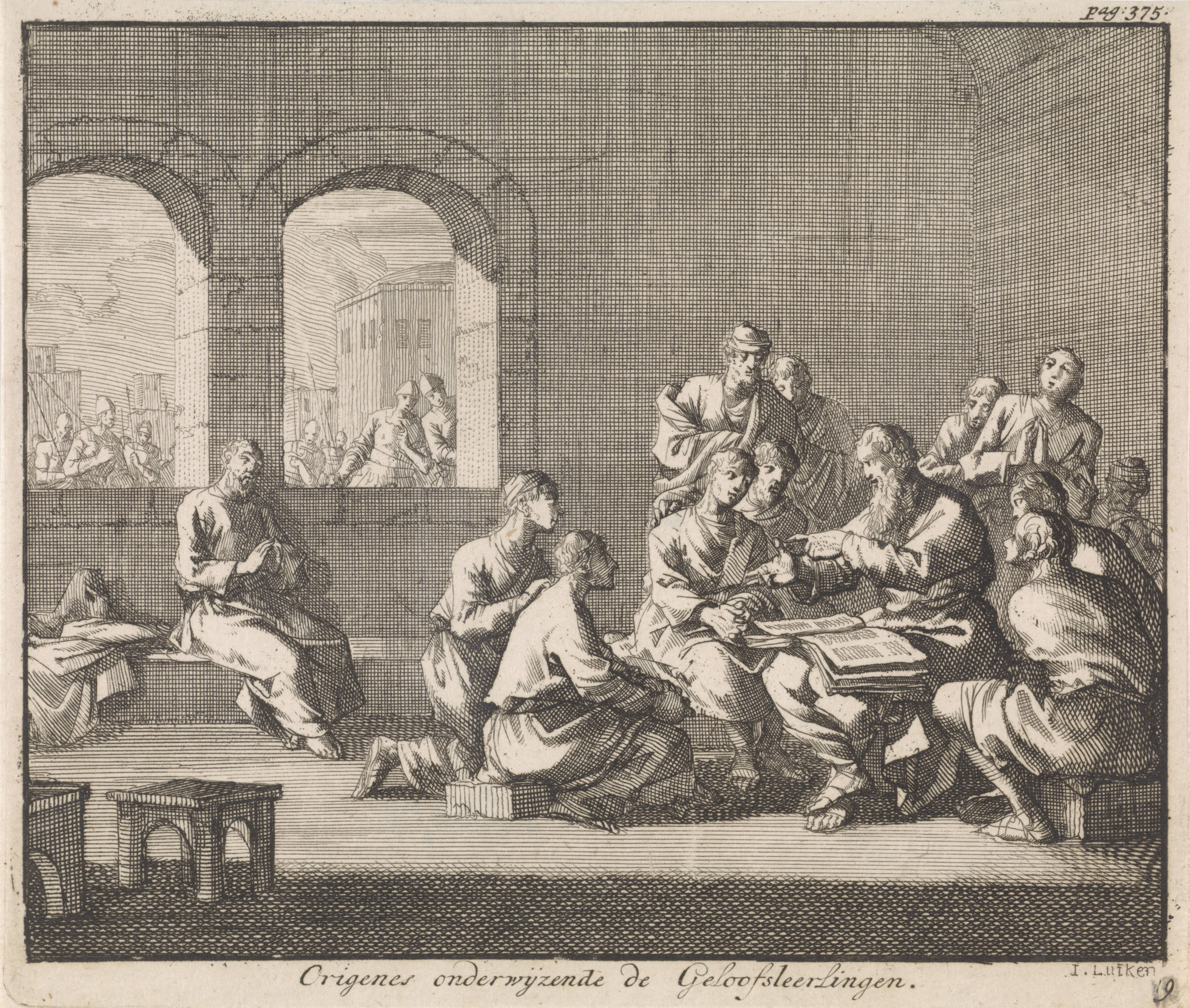
Ilustração holandesa de Jan Luyken (1700), mostrando Orígenes ensinando seus alunos. Orígenes escreveu Contra Celsum na mesma época em que tentava estabelecer uma escola cristã em Cesareia.

O filósofo pagão Celso escreveu uma polêmica intitulada A Verdadeira Palavra ( grego: Λόγος Ἀληθής, Logos Alēthēs), na qual apresentou numerosos argumentos contra o cristianismo.    Celso refere-se ao filósofo neopitagórico Numênio de Apameia, que viveu no final do século II d.C., em quatro ocasiões.  Isso indica que Celso não deve ter vivido antes do final do século II.  Muitos estudiosos dataram A Verdadeira Palavra especificamente ao reinado do imperador romano Marco Aurélio (121 – 180 d.C.),  devido ao argumento de Celso no Livro VIII, no qual ele promove as ideias de dever para com o estado tanto na adoração quanto na guerra, que são semelhantes às ideias descritas por Marco Aurélio em suas Meditações.  Robert Louis Wilken data-o por volta de 170 d.C. 
Tudo o que se sabe sobre Celso pessoalmente é o que vem do texto sobrevivente de seu livro e do que Orígenes diz sobre ele.  Embora Orígenes inicialmente se refira a Celso como um "epicurista",    seus argumentos refletem ideias da tradição platonista, em vez do epicurismo.    Orígenes atribui isso à inconsistência de Celso,  mas os historiadores modernos veem isso como uma evidência de que Celso não era um epicurista.   Joseph Wilson Trigg afirma que Orígenes provavelmente confundiu Celso, o autor de A Verdadeira Palavra, com um Celso diferente, que era um filósofo epicurista e amigo do satirista sírio Luciano.  Celso, o epicurista, deve ter vivido na mesma época que o autor de Contra Celsum e é mencionado por Luciano em seu tratado Sobre a Magia.  Tanto Celso, o amigo de Luciano, quanto Celso, o autor de A Verdadeira Palavra, evidentemente compartilhavam um zelo apaixonado contra a superstição, tornando ainda mais fácil ver como Orígenes poderia ter concluído que eles eram a mesma pessoa. 
Stephen Thomas afirma que Celso pode não ter sido um platônico per se,  mas que ele estava claramente familiarizado com Platão.  A filosofia real de Celso parece ser uma mistura de elementos derivados do platonismo, aristotelismo, pitagorismo e estoicismo.  Wilken também conclui que Celso era um eclético filosófico, cujas opiniões refletem uma variedade de ideias populares em diversas escolas.  Wilken classifica Celso como “um intelectual conservador”, observando que “ele apoia valores tradicionais e defende crenças aceitas”.  O teólogo Robert M. Grant observa que Orígenes e Celso concordam em muitos pontos:  "Ambos se opõem ao antropomorfismo, à idolatria e a qualquer teologia grosseiramente literal."  Celso também escreve como um cidadão leal do Império Romano e um crente devoto do paganismo greco-romano, desconfiado do cristianismo como algo novo e estrangeiro. 
Thomas observa que Celso “não é um gênio como filósofo”.  No entanto, a maioria dos estudiosos, incluindo Thomas, concorda que as citações de Orígenes de The True Word revelam que a obra foi bem pesquisada.     Celso demonstra amplo conhecimento do Antigo e do Novo Testamento    e da história judaica e cristã.   Celso também estava intimamente familiarizado com as características literárias das polêmicas antigas.  Celso parece ter lido pelo menos uma obra de um dos apologistas cristãos do século II, possivelmente Justino Mártir ou Aristides de Atenas.   A partir desta leitura, Celso parece ter sabido a que tipos de argumentos os cristãos seriam mais vulneráveis.  Ele também menciona os ofitas e os simonianos, duas seitas gnósticas que haviam desaparecido quase completamente na época de Orígenes.  Uma das principais fontes de Celso para os Livros I-II de A Verdadeira Palavra foi uma polêmica anticristã anterior escrita por um autor judeu desconhecido,   a quem Orígenes se refere como o "judeu de Celso".  Esta fonte judaica também fornece críticas bem pesquisadas ao cristianismo  e, embora Celso também fosse hostil ao judaísmo,  ele ocasionalmente confia nos argumentos deste autor judeu. 

### A resposta de Orígenes
Contra Celsum foi provavelmente escrito por volta de 248, enquanto Orígenes vivia em Cesareia.    De acordo com o historiador da igreja Eusébio (c. 260 – c. 340 d.C.), Orígenes tinha mais de sessenta anos quando começou a escrevê-lo.  Ele foi apresentado à Verdadeira Palavra de Celso por seu amigo e patrono, um rico cristão chamado Ambrósio.  Não está claro o quão conhecido o livro era na época; Orígenes nunca tinha ouvido falar dele e Ambrósio é o primeiro cristão conhecido por tê-lo lido.  Joseph Wilson Trigg sugere que Ambrósio pode ter sido exposto ao livro pela primeira vez por meio de encontros com intelectuais pagãos influentes, que podem ter recorrido a ele para explicar o declínio contínuo do Império Romano à medida que o calendário ab urbe condita se aproximava do fim do primeiro milênio.  Em qualquer caso, Ambrósio considerou o livro uma ameaça iminente ao crescimento contínuo da fé cristã e acreditava que Orígenes precisava escrever uma refutação a ele. 
A tática usual da igreja para lidar com escritos hostis era ignorá-los;  o raciocínio por trás disso era que, eventualmente, os escritos seriam perdidos e tudo seria esquecido.  Foi, portanto, assim que a Igreja escolheu responder a Celso.  Orígenes inicialmente seguiu também esta resposta tradicional,    argumentando que esta foi a abordagem adoptada por Cristo, apontando para a recusa de Jesus em responder a Caifás durante o seu julgamento perante o Sinédrio.   Ambrósio, no entanto, continuou a insistir que Orígenes precisava escrever uma resposta.   Finalmente, uma das principais afirmações de Celso, que sustentava que nenhum filósofo respeitoso da tradição platônica seria tão estúpido a ponto de se tornar cristão, levou Orígenes a escrever uma refutação.
Na sua introdução, Orígenes afirma especificamente que Contra Celsum não se destina a cristãos convertidos,   mas sim a pessoas de fora que estavam interessadas na fé, mas que ainda não tinham tomado a decisão de se converter.   John Anthony McGuckin afirma que Orígenes provavelmente assumiu a tarefa de escrever Contra Celsum com o objetivo de promover a escola cristã que ele estava tentando estabelecer em Cesareia.  De acordo com McGuckin, Orígenes pode ter desejado ter certeza de que os pagãos educados que frequentaram a escola para sua educação geral, mas também se interessaram pelo cristianismo, pudessem consultar uma defesa séria da religião.  Assim, ele pode ter escrito Contra Celsum parcialmente para abordar as preocupações que tais estudantes poderiam ter em relação ao cristianismo. 

## Resumo
No livro, Orígenes refuta sistematicamente cada um dos argumentos de Celso ponto por ponto   e argumenta que a fé cristã tem uma base racional.    Orígenes baseia-se fortemente nos ensinamentos de Platão  e argumenta que o cristianismo e a filosofia grega não são incompatíveis.  Orígenes sustenta que a filosofia contém muito do que é verdadeiro e admirável,  mas que a Bíblia contém uma sabedoria muito maior do que qualquer coisa que os filósofos gregos poderiam compreender. 

### A credibilidade de Celso
Orígenes tenta minar a credibilidade de Celso primeiro rotulando-o de epicurista, já que, no terceiro século, o epicurismo era quase universalmente visto como desacreditado e errado, por causa de seus ensinamentos de materialismo, sua negação da providência divina e seus ensinamentos hedonistas sobre ética.  No entanto, Orígenes para de chamar Celso de epicurista na metade do texto, possivelmente porque estava se tornando cada vez mais difícil apresentá-lo como tal, à luz das simpatias evidentes de Celso por Platão.  Orígenes também tenta minar a credibilidade de Celso, apontando sua ignorância em questões específicas.  Em dois casos, Orígenes aponta problemas nas interpretações literais de passagens bíblicas que o próprio Celso havia ignorado: as genealogias contraditórias de Jesus apresentadas nos Evangelhos de Mateus e Lucas, e a impossibilidade de que a Arca de Noé, se construída de acordo com as supostas medidas fornecidas no Livro do Gênesis, pudesse ter contido todos os animais que supostamente continha. Com base nesses exemplos, Orígenes tenta mostrar que a crítica de Celso se baseia numa interpretação muito literal da Bíblia e, portanto, falha.  Orígenes também emprega seu treinamento em análise textual para questionar a integridade da fonte judaica de Celso.  Orígenes aponta que a suposta fonte “judaica” se refere a profecias do Antigo Testamento que não existem realmente, indicando que o autor não estava familiarizado com a Bíblia hebraica.  Ele também observa com suspeita que a fonte "judaica" cita o trágico grego Eurípides  e que argumenta contra os milagres descritos no Novo Testamento como irracionais, embora o mesmo argumento pudesse ser igualmente aplicado aos milagres na Bíblia hebraica. 

### O papel da fé no cristianismo
Orígenes rejeita muitas das acusações de Celso contra o cristianismo como falsas ou inaplicáveis.   Em muitos casos, ao refutar ostensivamente Celso, Orígenes também refuta as ideias de outros cristãos que ele considerava mal informados.  Por exemplo, ao negar a acusação de Celso de que os cristãos acreditavam que seu Deus era um velho irado que vivia no céu, Orígenes também estava confrontando cristãos que realmente acreditavam nisso.  Ele defende declarações na Bíblia prometendo que os ímpios serão punidos com fogo, insistindo: "...o Logos, acomodando-se ao que é apropriado para as massas que lerão a Bíblia, sabiamente profere palavras ameaçadoras com um significado oculto para assustar as pessoas que não podem de nenhuma outra forma se desviar do dilúvio de iniquidades".  Orígenes responde à acusação de Celso de que os cristãos denigrem a razão e a educação em favor da fé, argumentando que, embora os cristãos acreditem nas coisas com base na fé, essa fé pode ser justificada racionalmente;  no entanto, como poucas pessoas estão interessadas na justificação filosófica por trás da religião, ela normalmente não é ensinada, exceto aos sábios. 
Orígenes objeta ainda que os filósofos gregos normalmente aceitavam as doutrinas das suas escolas filosóficas sem questionar, pelo que é hipócrita da parte de Celso condenar a maioria dos cristãos por fazerem a mesma coisa.  Contrariamente à afirmação de Celso de que os cristãos menosprezam a educação, Orígenes argumenta que os cristãos estudam, na verdade, literatura e filosofia em preparação para os mistérios da fé.  Orígenes responde à acusação de Celso de que os cristãos mantinham as suas doutrinas em segredo, insistindo que esta acusação é patentemente falsa e que a maioria das pessoas, na verdade, estava muito mais familiarizada com o que os cristãos acreditavam do que com o que as várias escolas filosóficas gregas acreditavam.  Ele argumenta que o cristianismo sempre ocultou seus ensinamentos verdadeiramente místicos das massas e os reservou exclusivamente para aqueles que demonstram verdadeira pureza e desapego do mundo, mas afirma que as escolas filosóficas gregas, como o pitagorismo, fazem precisamente a mesma coisa. 
Orígenes argumenta que a fé cristã é justificada por causa de uma "demonstração do Espírito e de poder", uma frase emprestada do apóstolo Paulo em 1 Coríntios 2,4.  Orígenes argumenta que, embora as pessoas da sua época não pudessem observar os milagres de Jesus ou dos apóstolos em primeira mão, os efeitos que esses milagres tiveram na comunidade cristã são claramente visíveis e, portanto, devem ter tido uma causa.  Orígenes volta as zombarias de Celso sobre o nascimento humilde de Jesus contra ele, dizendo: "No entanto, ele foi capaz de abalar todo o mundo humano, não apenas mais do que Temístocles, o ateniense, mas ainda mais do que Pitágoras, Platão e quaisquer outros sábios, imperadores ou generais em qualquer parte do mundo."  Da mesma forma, Orígenes responde ao desgosto de Celso pelo fato de Jesus ter escolhido humildes pescadores e camponeses como seus discípulos, insistindo que isso só torna ainda mais surpreendente o sucesso do evangelho cristão, pois, se Jesus tivesse escolhido homens habilidosos em retórica como seus emissários, não seria surpresa que o cristianismo tivesse conseguido se espalhar por todo o mundo conhecido.  Orígenes, portanto, interpreta o sucesso do cristianismo como evidência de que Deus está trabalhando para promovê-lo no mundo. 

### A identidade de Jesus Cristo
O desacordo mais sério de Orígenes com Celso é sobre a identidade de Jesus.  Celso argumenta que o ensinamento cristão da encarnação de Jesus era intolerável e errado porque não apenas implicava uma mudança de Deus, mas uma mudança para pior. Orígenes responde a isto argumentando que, uma vez que os humanos se tornaram carne, o Logos não poderia revelar-lhes Deus eficazmente sem primeiro se tornar ele próprio carne.  Ele afirma que isso não significa que o Logos se originou de uma mulher humana, mas sim que uniu uma alma e um corpo humanos.  Enquanto Celso zomba da noção de que o Logos seria encarnado tão tarde na história humana e em um lugar tão obscuro, Orígenes responde que o Logos sempre guiou a humanidade à razão, mas que apropriadamente se encarnou durante o tempo da Pax Romana, quando seria possível que a mensagem de Deus se espalhasse sem ser impedida por guerras e facciosismo.  Orígenes responde à acusação de Celso de que Jesus havia realizado seus milagres usando magia em vez de poderes divinos, afirmando que, ao contrário dos mágicos, Jesus não havia realizado seus milagres para se exibir, mas sim para reformar seu público.   Orígenes defende os ensinamentos morais de Jesus contra a acusação de Celso de que eles foram meramente plagiados de Platão, afirmando que é ridículo pensar que Jesus, um judeu galileu, teria feito tal coisa.  Em vez disso, as semelhanças entre Jesus e Platão são meramente o resultado do facto de o Logos, encarnado em Jesus, ter por vezes inspirado Platão. 

### Interpretação alegórica
Celso argumenta que a interpretação cristã de certas passagens bíblicas como alegóricas não foi nada mais do que uma tentativa débil de disfarçar as barbaridades das suas escrituras.  Orígenes refuta isso, apontando que o próprio Celso apoia sem questionar a visão amplamente aceita de que os poemas de Homero e Hesíodo são alegorias  e acusa Celso de ter um padrão duplo.  Orígenes cita vários mitos de Platão, comparando-os aos mitos da Bíblia e elogiando ambos por terem significados espirituais sublimes.  Ele então passa a atacar os mitos de Homero e Hesíodo, incluindo a castração de Urano e a criação de Pandora, rotulando-os como "não apenas muito estúpidos, mas também muito ímpios". 
Orígenes analisa histórias bíblicas, como as do Jardim do Éden e das filhas de Ló, defendendo-as contra as acusações de imoralidade de Celso.  Finalmente, Orígenes defende as interpretações alegóricas da Bíblia, questionando se Celso teria sequer lido os escritos verdadeiramente filosóficos sobre a Bíblia dos judeus Filo e Aristóbulo de Alexandria, e do neopitagórico Numênio de Apameia.  Em resposta à acusação de Celso de que essas interpretações alegóricas são "absurdas", Orígenes aponta várias passagens bíblicas que ele interpreta como justificação para a interpretação alegórica. 

### Cristianismo versus religião grega
A principal razão de Celso para sua denúncia do cristianismo foi porque o cristianismo não era uma religião tradicional e porque levava as pessoas a abandonar os cultos de seus ancestrais.  Orígenes responde a isto insistindo que os cultos ancestrais nem sempre são bons.  Ele pergunta a Celso se ele gostaria que os citas trouxessem de volta seu antigo costume de parricídio, os persas seu antigo costume de incesto, ou os taurinos e líbios seus antigos costumes de sacrifício humano.  Enquanto Celso via a disposição do cristianismo em aceitar pecadores como repugnante, Orígenes declara-a louvável, insistindo que mesmo os piores pecadores têm a capacidade de se arrepender e seguir o caminho da santidade,  dando exemplos de como Sócrates converteu Fédon, um prostituto, em um filósofo sábio e como Xenócrates fez de Polemo, um notório encrenqueiro, seu sucessor como chefe da Academia Platônica.  Celso condena o culto cristão como sendo de mau gosto, porque não utilizavam templos, imagens, altares ou cerimônias impressionantes.  Orígenes elogia essa prática como gloriosa, dizendo que o cristianismo é a coisa mais próxima da adoração verdadeiramente espiritual. 
Celso acusa os cristãos de serem antipatriotas, criticando-os por se recusarem a adorar o gênio do imperador e por se recusarem a servir no exército romano.  Orígenes afirma que o gênio do imperador não deve ser adorado, porque, se o gênio do imperador não existe, então é tolice adorar algo que não existe e, se existe, então é um demônio e é perverso adorar demônios.  Orígenes também defende a recusa cristã de servir nas forças armadas, baseando seus argumentos em declarações da Bíblia que proíbem a violência e a matança.     Ele afirma que, se todos fossem pacíficos e amorosos como os cristãos, então não haveria guerras e o Império não precisaria de um exército.  Ele declara ainda que todos os cristãos são sacerdotes e, tal como os sacerdotes pagãos, devem abster-se da violência e da matança, que os tornariam impuros. 
Orígenes também faz um contra-ataque à filosofia pagã de Celso, apontando que até mesmo os grandes filósofos que Celso admirava adoravam ídolos.  Orígenes insiste que esses filósofos sabiam que não deviam adorar ídolos, citando um fragmento do filósofo pré-socrático Heráclito, que escreveu: "Aqueles que se aproximam de coisas sem vida como deuses são como um homem que conversa com casas",  e, no entanto, comprometeram sua filosofia ao se submeterem às convenções da religião popular.  Portanto, Orígenes conclui que o cristianismo é mais compatível com os princípios do platonismo do que o próprio paganismo  e que o platonismo só pode tornar-se uma sabedoria prática e não teórica se for cristianizado. 

## Manuscritos
O texto completo de Contra Celsum foi preservado através da tradição do manuscrito medieval em um único manuscrito, o Vaticanus graecus 386 (Α), que data do século XIII.  Este manuscrito foi copiado por dois escribas que tiveram acesso a um manuscrito de baixa qualidade, cheio de erros textuais, mas, depois de terminarem de copiar o manuscrito, obtiveram acesso a um manuscrito muito melhor e fizeram correções no texto que já haviam copiado.  Embora ambos os escribas tenham trabalhado no manuscrito, um deles fez a grande maioria das cópias.  Escribas posteriores adicionaram mais correções ao Vaticanus graecus 386 no século XIV, início do século XV e final do século XV.  Embora outros manuscritos completos de Contra Celsum tenham sobrevivido, todos eles são cópias do Vaticanus graecus 386 e, portanto, não são representantes independentes do texto. 
Um grande número de citações de Contra Celsum, no entanto, também são preservadas através da Filocalia, uma antologia de citações e passagens de Orígenes reunidas no século IV por Basílio de Cesareia e Gregório de Nazianzo.  Pelo menos cinquenta cópias manuscritas da Filocalia sobreviveram, acreditando-se que todas elas foram copiadas de um único manuscrito do século VII (Φ).  Outras citações também são preservadas no papiro do Cairo N° 88747, que foi descoberto em 1941 em Tura, Egito, não muito longe do Cairo.  O Papiro Tura data do século VII  e está frequentemente mais próximo do texto do Vaticanus graecus 386 do que do manuscrito arquetípico do século VII por trás de todas as cópias da Filocalia.  No entanto, muitas passagens do Papiro Tura são abreviadas ou resumidas. 

## Recepção e avaliação

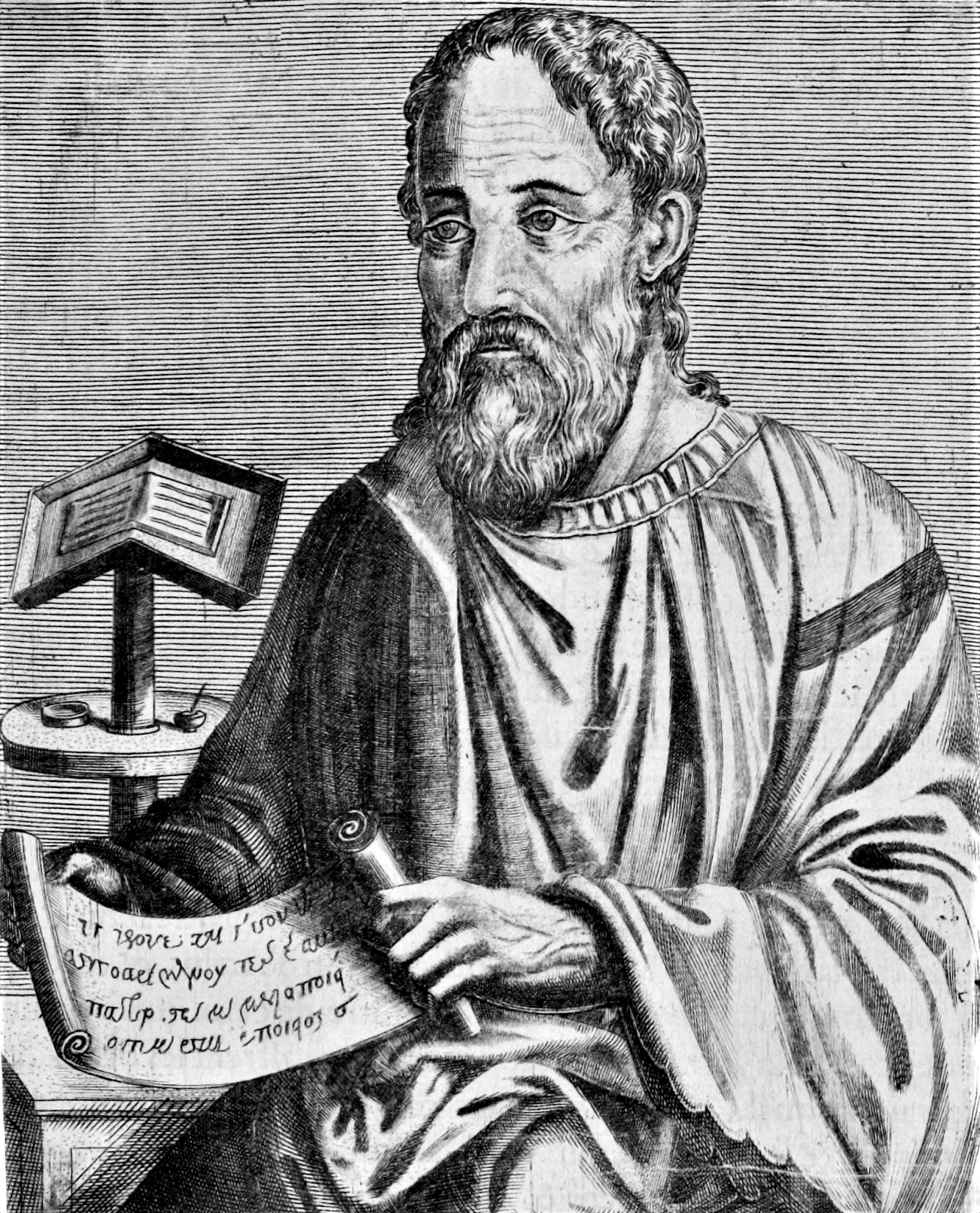
Eusébio, o bispo de Cesareia Marítima do início do século IV, mostrado aqui em uma representação imaginativa do início da era moderna, declarou que Contra Celso forneceu uma refutação adequada a todas as críticas que a igreja enfrentaria.

### Histórico
Contra Celsum tornou-se a mais influente de todas as primeiras obras de apologética cristã;    antes de ser escrito, o cristianismo era visto por muitos como uma mera religião popular para os analfabetos e sem educação,   mas Orígenes elevou-o a um nível de respeitabilidade acadêmica.   Eusébio admirava tanto Contra Celsum que em seu Contra Hieroclem, ele declarou que Contra Celsum fornecia uma refutação adequada a todas as críticas que a igreja enfrentaria.  Os compiladores da Filocalia no século IV d.C. basearam-se extensivamente no Contra Celsum  e quase um sétimo de todo o texto da Filocalia é citado diretamente dele.  Basílio Bessarion (1403–1472), um refugiado grego que fugiu para a Itália após a queda de Constantinopla em 1453, produziu a primeira tradução latina de Contra Celsum de Orígenes, que foi impressa em 1481. 

### Moderno
As primeiras avaliações acadêmicas modernas do Contra Celsum de Orígenes tiveram uma visão muito negativa dele.  O estudioso alemão Franz Overbeck (1837–1905) ridicularizou Orígenes pelo seu “método básico de disputa”.  Robert Bader argumentou que a suposta capacidade dos estudiosos modernos de reconstruir o texto original de Celso é ilusória.  O teólogo Carl Andresen (1909–1985) foi ainda mais longe, afirmando que Orígenes citou Celso seletivamente e fora do contexto, de tal forma que a sua descrição dos argumentos de Celso é completamente imprecisa.  O filólogo alemão Heinrich Dörrie (1911–1983) questionou a competência filosófica de Orígenes.  Em meados do século XX, a avaliação acadêmica de Contra Celsum começou a se tornar menos abertamente negativa;  De 'Wahre Lehre' des Celsus, de Horacio E. Lona, era menos depreciativo em relação a Orígenes do que os escritos de estudiosos anteriores.  No final do século XX, os comentadores Marcel Borret e Henry Chadwick fizeram avaliações positivas da crítica de Orígenes, chamando a atenção para a lógica formalmente correta de Orígenes e para sua competência filosófica. 
Os estudiosos modernos agora avaliam geralmente Contra Celsum de forma positiva.  A maioria dos estudiosos rejeita a visão de Andresen de que Orígenes falsificou ou deturpou intencionalmente o trabalho de Celso,  observando que as refutações altamente complexas e filosóficas de Orígenes implicam que ele via Celso como tendo um alto nível de competência intelectual e que ele era digno de uma resposta séria e acadêmica.  Os estudiosos também observam que Orígenes faz referência contínua às antigas regras do debate dialetal, bem como à sua intenção de seguir essas regras à risca.  Além disso, parece implausível que Orígenes dedicasse tanto tempo e atenção a refutar Celso, a menos que estivesse realmente refutando o que Celso havia escrito.  Adam Gregerman e John Anthony McGuckin elogiam Orígenes pela sua honestidade intelectual,   com Gregerman a notar que "mesmo nos seus momentos mais desdenhosos, Orígenes cita e responde às opiniões de Celso". 
Gregerman também comenta sobre a ampla variedade de evidências que Orígenes emprega para apoiar suas refutações, incluindo evidências de "história, lógica, mitos gregos, filosofia e interpretações das Escrituras".  Ele chama Contra Celsum de "uma obra de apologética cristã primitiva de valor quase inigualável".  Henri Crouzel, um estudioso do cristianismo primitivo, chama Contra Celsum de "junto com a Cidade de Deus de Agostinho, o escrito apologético mais importante da antiguidade".  Johannes Quasten avalia-o como “a maior apologia da Igreja primitiva”.  Joseph Wilson Trigg descreve Contra Celsum como "o maior pedido de desculpas já escrito em grego".  McGuckin descreve Contra Celsum como "o primeiro rascunho... de uma reflexão cristã sustentada sobre a evangelização da cultura helênica que se moveria em ritmo mais acelerado pelos padres da Capadócia no século IV e finalmente se tornaria a carta intelectual do Bizâncio cristão — 'a cristianização do helenismo', como Florovsky a chamou". 
Apesar destas observações elogiosas, Stephen Thomas critica Against Celsus como sendo mal organizado.  Segundo Thomas, Orígenes planejou inicialmente refutar cada um dos argumentos de Celso ponto por ponto.  No entanto, uma vez iniciado este método, Orígenes aparentemente mudou de ideia e decidiu adotar uma abordagem mais sistemática, refutando apenas os pontos principais do argumento de Celso.  Como resultado, Orígenes fundiu as duas abordagens,  o que significa que as suas refutações tornam-se cada vez mais longas à medida que o trabalho avança.  Thomas conclui que "O valor duradouro da obra permanece em grande parte no seu carácter de rico tesauro para a apologética cristã, mais do que como uma apologética fundamentada em si mesma." 

## Traduções
Henry Chadwick fez uma tradução para o inglês que foi publicada pela Cambridge University Press.  Outra tradução foi publicada por Brill. 